# 相府路17号民宅
28°26′36″N 117°57′48″E / 28.44333°N 117.96333°E
相府路17号民宅位于江西省上饶市信州区相府路17号，1985年被列为上饶市文物保护单位，2006年被列为江西省文物保护单位。
该民宅是上饶花厅纸商杨益泰的旧居，修建于1922～1933年间，后毁于火灾，由其子续建。中华人民共和国成立后，该民宅由政府接管，后来曾分给普通人家居住，又做过政府部门的办公场所，1999年后交给信州区博物馆管理。
整幢建筑坐北朝南，因时代变迁，原来北侧的后门因临相府路已成为前门，而南侧的大门则被后来建造的民宅拥堵，门外只剩一条约一米宽的小巷。总面积2232平方米，砖木结构，中轴线对称，前后三进，有两个天井。其最大的特色是梁、窗等处的精致木雕，部分漆上金色。

## 图片
- 外部全貌
- 北侧的大门
- 正厅
- 正厅
- 正厅牛腿
- 正厅牛腿
- 正厅水墨壁画
- 南部院落、戏台
- 西侧院